# Вайю-Вата
Вайю-Вата или Вата-Вайю (авест., IPA: ʋɑːyu-ʋɑːt̪ə, иногда Вайю, Вата, Вайу) — в авестийской мифологии бог ветра, имеющий двойственную природу. Имена Вайю («ветер») и Вата («воздух») в зороастрийских текстах иногда используются независимо друг от друга (причем Вайю встречается чаще, чем Вата), но обычно под ними подразумевается одно и то же божество, и часто одно из имён выступает заменой другому. Представление о Вайю-Вата восходит к эпохе индо-иранской общности (ср. др.-инд. Ваю).

## В священных текстах
Вайю олицетворяет собой пространство между землёй и небесами — воздух, стихию воздуха, где в начале творения Добро столкнулось со Злом. Создания Мазды бились с Ангра-Майнью и его порождениями в воздухе, Добро и Зло смешались в этой стихии. (Бундахишн 1.4)
Вайю-Вата — грозное божество, посредник между небом и землёй, добром и злом. У многих иранских племён он был покровителем военного сословия; «Авеста» рисует его могучим воином.
Вайю-Вата реет высоко в небесах и превосходит в могуществе все прочие создания. Он воплощает божественную связь между Бесконечным Временем и Бескрайним Пространством («Видевдат» 19, 13).
Он выше всех сотворённых существ («Ясна» 25, 5).
По «Ясне Семи глав» (42, 3), его создал сам Ахурамазда, хотя представления о Вайю-Вата несравненно древнее мифов о зороастрийском верховном божестве.
В «Младшей Авесте» Вайю-Вата посвящён гимн («Яшты», XV). Многократно упоминается в других разделах «Авесты» и, возможно, однажды в «Гатах» (53, 6), где изображён отрицательным персонажем.
В некоторых текстах сказано, что Заратуштра отвергал Вайю как дэва.
Вайю отказал в помощи Заххаку (Рам-яшт XV 19-21).
«Столь он велик, доблестный, верный Истине, что Мазда сам молился ему, сам приносил [ему] жертву в Арьяна Бэджа, на золотом троне, под золотыми лучами, под золотыми балдахином: [почитал он Вайю] барсманом и хаомой с молоком. Он просил у него удачи, говоря: Даруй мне эту [удачу], о Вайю, пребывающий высоко, чтобы смог я сокрушить творения Ангра Майнью, и чтобы никто не смог сокрушить творения Доброго Духа! И Вайю, который пребывает высоко, сопутствовал Творцу, даровал ему такую удачу. У Вайю много имён — священных, обладающих чудодейственной силой. Тот-кто-идёт-вперёд и Тот-кто-идёт-назад — его имена. Тот-кто-распознаёт-обман — его имя. Доблестный — его имя. Тот-чья-работа-против-дэвов, Тот-кто-с-длинным-копьём и Тот-кто-разрушает — его священные имена; и ещё много, много имён у бога-воителя, преданного Мазде и Аше, у Вайю праведного, и все они магические, чудодейственные; и к ним, к этим именам, нужно взывать, если в арийские страны набегом придут друджванты-кочевники, или воцарятся злые кавии, гонители верящих в Мазду, или дэвы, или ашемауги придут в лучшие страны Хванираты, чтоб посеять зло, — Вайю защитит, Вайю избавит от бед, Вайю поможет. Надо только восславить его, и почтить жертвой, и призвать, произнеся его имена».

## Двойственная природа
Вайю-Вата — сущность изначально амбивалентная, то есть он может являться как язатом, так и дэвом. В пехлевийской литературе упоминается добрый (благой) Вайю-Вата и злой Вайю-Вата, выступающий в паре с дэвом смерти Астовидадом и выполняющий его функции, иногда — отождествляемый с ним.
Вайю-Вата участвует в сопровождении душ умерших к Мосту Чинват, причём души праведных людей сопровождает и поддерживает добрый Вайю, а души грешников терзает злой Вайю.
Исследователями выдвигались гипотезы о моделировании дуалистически противопоставленных зороастрийских персонажей, например, Спента-Майнью и Ангра-Майнью, по образцу Вайю-Вата.
Архаичная традиция противопоставления злого, холодного, северного ветра доброму, тёплому, южному до сих пор сохраняется в иранской классической поэзии (на фарси).

## В зурванизме
В зурванизме (ныне исчезнувшая форма зороастризма) Вайю-Вата представлял две грани четвертичного Зервана. В этом расположении Вайю-Вата представлял пространство, в то время как две другие грани представляли время. Вайю разделял материальный и духовный миры (в первом из них время конечно и измеримо, в другом — бесконечно). Вайю также представлял собой воплощение закона, движения светил. Он определял время в мире, ограниченном Зерван-Акарана.
Через Вайю проявлялась в человеческом мире воля верховного божества Зервана. Он охранял мир, в котором содержался дьявол Ангра-Манью, демон тьмы, олицетворение всего дурного и первоисточник зла, пойманный в ловушку. Вайю препятствовал его выходу в материальный мир.
Вайю-Вата оказывал покровительство тем, кто не обременял себя выбором между добром и злом. В зороастризме говорится о том, что когда стихийные духи определятся в вопросе, что именно они поддерживают — добро или зло — тогда и начнётся последняя вселенская битва.

## Изображения
Обычно изображался как двуликая сущность. Например, на одной стороне монеты Вайю представал скорбящим стариком, глядящим во тьму, тогда как на второй — смеющимся юношей, тянущимся к солнцу.

## Традиции почитания
День Вайю традиционно отмечают при вхождении Солнца в 1 градус созвездия Рака. Считалось, что праздник Вайю благоприятен для любого благородного начинания, коллективных собраний и заключения брака. Жертвоприношения в зороастризме осуществлялись лишь для благого Вайю.